# Vlado Turković
Vladimir (Vlado) Turković (Zagreb, 14. prosinca 1972.) hrvatski je televizijski producent.  

## Životopis
Diplomirao je na Kineziološkom fakultetu u Zagrebu, smjer nogomet, a nogometnu igračku karijeru od 1990. –  1998. proveo je u Interu iz Zaprešića, Samoboru, Slaven Belupu, slovenskom Aluminiju Kidričevo te nekoliko niželigaških klubova. Također od 1998. – 2001. igrao je i futsal za zagrebačku Uspinjaču. Od 1996. do 2007. godine radio je na Hrvatskoj radioteleviziji. 

### EmisijaSport nedjeljom
Producent je emisije Sport nedjeljom. Uz producentske aktivnosti piše scenarije, uređuje emisije, a radi i kao novinar.
Od 2007. godine radi na projektu emisije Sport nedjeljom koja se emitira na nekoliko televizijskih kanala poput pay-tv kanala MAXSport i GP1 te nekoliko regionalnih: Z1, Šibenik TV, Osječka televizija, Televizija Slavonije i Baranje, TV Jadran, Diadora TV i RTV Herceg-Bosne.

### Ostalo
- Radio je na koprodukciji dokumentarnog filma "HŠK Zrinjski – Priča o ponosu".[2]
- Na Sportskoj Televiziji vodio je emisiju "Cro Bet" u suradnji s Hrvatskom Lutrijom.
- Godine 2015. bio je team manager u KK Cibona.
- Radio je na produkciji podcasta "Sportscaster".
- Bio je urednik i voditelj emisije "Fitness +" na Sportskoj televiziji.

## Vanjske poveznice
- Službena stranica emisije Sport nedjeljom